# Stanton (Suffolk)
Pour les articles homonymes, voir Stanton.
Stanton est un village et une paroisse civile du Suffolk, en Angleterre.

## Toponymie
Stanton est un nom d'origine vieil-anglaise. Il fait référence à une ferme (tūn) située sur un terrain rocheux (stān). Il est attesté pour la première fois dans le Domesday Book, compilé en 1086, sous la forme Stantuna.

## Démographie
Au recensement de 2011, la paroisse civile de Stanton comptait 2 507 habitants.